# Starovisokonjemački jezik
Starovisokonjemački jezik (althochdeutsch; ISO 639-3: goh), povijesni visokonjemački jezik koji se nekada, između 8. i 11. stoljeća govorio na području današnje srednje i južne Njemačke, Švicarske i Austrije. Predak je suvremenih visokonjemačkih jezika